# 1695
Il 1695 (MDCXCV in numeri romani) è un anno  del XVII secolo.

## Eventi
- 11 giugno – Terremoto di Bagnorea.
- 13-15 agosto – Bombardamento di Bruxelles, realizzato dalle truppe francesi del re Luigi XIV.
- 31 dicembre – In Inghilterra viene imposta una tassa sulle finestre. Molti negozianti murano le loro vetrine per evitare di pagarla.
- Terremoto in Veneto.

### In corso
- Guerra della Grande Alleanza (1688-1697).

## Nati

### Gennaio
- 6 gennaio - Giuseppe Sammartini, compositore e oboista italiano († 1750)

### Febbraio
- 6 febbraio - Nicolaus II Bernoulli, matematico e fisico svizzero († 1726)
- 10 febbraio - Armand-Jules de Rohan-Guémené, arcivescovo cattolico francese († 1762)
- 11 febbraio - Françoise de Graffigny, scrittrice francese († 1758)
- 13 febbraio - Francesco Maria della Rovere, doge († 1768)
- 15 febbraio - Saverio Canale, cardinale italiano († 1773)
- 19 febbraio - Konstancja Czartoryska, nobildonna polacca († 1759)
- 19 febbraio - Joannes Conradus Melchior Pichler, compositore, violinista e cantante austriaco († 1776)
- 28 febbraio - Lucio della Torre, nobile italiano († 1723)

### Marzo
- 2 marzo - Bernhard Christoph Breitkopf, editore musicale tedesco († 1777)
- 3 marzo - Gabriele III Malaspina, nobile italiano († 1758)
- 9 marzo - Martín Sarmiento, religioso e saggista spagnolo († 1772)
- 12 marzo - Adrien Manglard, pittore francese († 1760)
- 19 marzo - Christian Seybold, pittore tedesco († 1768)
- 22 marzo - Christoph Friedrich Ayrmann, storico tedesco († 1747)
- 27 marzo - Johann Philipp Anton von und zu Frankenstein, vescovo cattolico tedesco († 1753)

### Aprile
- 8 aprile - Johann Christian Günther, poeta tedesco († 1723)
- 14 aprile - Pietro II Guarneri, liutaio italiano († 1762)
- 16 aprile - Gabriele Verri, nobile, politico e giurista italiano († 1782)
- 18 aprile - Federico Marcello Lante Montefeltro della Rovere, cardinale e arcivescovo cattolico italiano († 1773)
- 19 aprile - Giorgio Alberto di Sassonia-Weissenfels-Barby, nobile († 1739)
- 27 aprile - Ludovico Valenti, cardinale e vescovo cattolico italiano († 1763)

### Maggio
- 2 maggio - Giovanni Niccolò Servandoni, architetto, pittore e scenografo italiano († 1766)
- 3 maggio - Henri Pitot, ingegnere e fisico francese († 1771)
- 28 maggio - Alexander Leslie, V conte di Leven, nobile scozzese († 1754)

### Giugno
- 16 giugno - Giovanni Giacomo Millo, cardinale italiano († 1757)
- 16 giugno - Martin van Meytens, pittore svedese († 1770)
- 23 giugno - Luisa Anna di Borbone-Condé, nobile francese († 1758)
- 25 giugno - Giambattista Spolverini, poeta italiano († 1762)

### Luglio
- 2 luglio - Louis Charles César Le Tellier, generale francese († 1771)
- 6 luglio - Giovanni Francesco Brignole Sale, politico e militare italiano († 1760)
- 14 luglio - Antonio Maria Lupi, presbitero, epigrafista e antiquario italiano († 1737)
- 17 luglio - Alexandre de Gusmão, scrittore e diplomatico portoghese († 1753)
- 17 luglio - Cristiano Carlo Reinardo di Leiningen-Dachsburg-Falkenburg-Heidesheim, nobiluomo tedesco († 1766)
- 18 luglio - Boris Grigor'evič Jusupov, politico russo († 1759)
- 21 luglio - Giambattista Bortoli, teologo e arcivescovo cattolico italiano († 1776)

### Agosto
- 3 agosto - Antonio Cocchi, medico, naturalista e scrittore italiano († 1758)
- 7 agosto - Pietro Gradenigo, storico italiano († 1776)
- 11 agosto - Michelangelo Unterperger, pittore austriaco († 1758)
- 11 agosto - Antonia Merighi, contralto italiano († 1760)
- 14 agosto - William Oliver, medico e filantropo britannico († 1764)
- 17 agosto - Gustaf Lundberg, pittore svedese († 1786)
- 20 agosto - Maria Luisa Elisabetta di Borbone-Orléans, nobile francese († 1719)

### Settembre
- 1º settembre - Bernardino Tafuri, scrittore e bibliografo italiano († 1760)
- 2 settembre - Giovanni Battista Piamontini, scultore italiano († 1762)
- 3 settembre - Lorenzo Da Ponte, vescovo cattolico italiano († 1768)
- 3 settembre - Pietro Antonio Locatelli, compositore e violinista italiano († 1764)
- 11 settembre - Michelangelo Giacomelli, arcivescovo cattolico e letterato italiano († 1774)
- 16 settembre - Giovanni Francesco Stoppani, cardinale italiano († 1774)
- 20 settembre - Johann Lorenz Bach, organista e compositore tedesco († 1773)
- 21 settembre - Ferdinando Colonna di Stigliano, II principe di Sonnino, nobile italiano († 1775)

### Ottobre
- 22 ottobre - Francesco Antonio Cavalcanti, arcivescovo cattolico italiano († 1748)
- 23 ottobre - François de Cuvilliés il Vecchio, architetto, scultore e stuccatore belga († 1768)

### Novembre
- 4 novembre - Fabrizio Serbelloni, cardinale e arcivescovo cattolico italiano († 1775)
- 10 novembre - John Bevis, astronomo e medico britannico († 1771)
- 10 novembre - Luigi Armando II di Borbone-Conti, principe francese († 1727)

### Dicembre
- 1º dicembre - Francesco Saverio Quadrio, presbitero, storico e scrittore italiano († 1756)
- 2 dicembre - Andrzej Stanisław Załuski, vescovo cattolico polacco († 1758)
- 4 dicembre - Francisco Serrano Frías, vescovo cattolico, missionario e santo spagnolo († 1748)
- 15 dicembre - José Rodríguez de la Oliva, pittore e scultore spagnolo († 1777)
- 19 dicembre - Andrea Locatelli, pittore italiano († 1741)
- 29 dicembre - Giovanni Battista Caracciolo, vescovo cattolico, matematico e filosofo italiano († 1765)
- 29 dicembre - Jean-Baptiste Joseph Pater, pittore francese († 1736)

### Senza giorno specificato
- Elizabeth Aldworth,  irlandese († 1773)
- Edward Braddock, generale britannico († 1755)
- Francisco Cajigal de la Vega, militare spagnolo († 1777)
- Antoine Calvière, organista e compositore francese († 1755)
- Bernardino Ciurini, architetto italiano († 1752)
- George Dance il Vecchio, architetto e pittore inglese († 1768)
- Nicolas-François Dupré de Saint-Maur, economista e statistico francese († 1774)
- Bartolomeo Felici, compositore e organista italiano († 1776)
- James Figg, pugile inglese († 1734)
- Nicolò Gagliano, liutaio italiano
- Nikolaj Fëdorovič Golovin, ammiraglio russo († 1745)
- Elias Gottlob Haussmann, pittore tedesco († 1774)
- Ivan Kirillovič Kirilov, geografo e cartografo russo († 1737)
- Fratelli Lafranchini,  svizzero († 1776)
- Louis-René Luce, incisore e tipografo francese († 1774)
- Fëdor Fëdorovič Lužin, geodeta e cartografo russo († 1727)
- Carlos Mardel, architetto e ingegnere ungherese († 1763)
- Juste-Aurèle Meissonnier, pittore, orafo e architetto francese († 1750)
- Francesco Pagano, scultore italiano († 1764)
- Giovanni Claudio Pasquini, librettista italiano († 1763)
- Giovan Battista Pollidori, scrittore, storiografo e archeologo italiano
- José Quer y Martínez, medico e botanico spagnolo († 1764)
- Filippo Randazzo, pittore italiano († 1748)
- Vincenzo Re, pittore e scenografo italiano († 1742)
- Leonardo Sconzani, pittore e miniatore italiano († 1735)
- Edward Seymour, VIII duca di Somerset, nobile britannico († 1757)
- Carl Gustaf Tessin, politico, collezionista d'arte e mecenate svedese († 1770)
- René-Josué Valin, giurista francese († 1765)

## Morti

### Gennaio
- 4 gennaio - Francesco Enrico di Montmorency-Luxembourg, nobile e generale francese (n. 1628)
- 6 gennaio - Cristiano Alberto di Holstein-Gottorp, vescovo luterano tedesco (n. 1641)
- 27 gennaio - Francesco Nasini, pittore italiano (n. 1611)
- 28 gennaio - Ferdinando Cavriani, militare italiano (n. 1625)
- 29 gennaio - Paul Hermann, botanico e medico tedesco (n. 1646)

### Febbraio
- 6 febbraio - Ahmed II, sultano ottomano (n. 1643)
- 10 febbraio - Orazio III Sessi, nobile italiano (n. 1647)
- 14 febbraio - Georg von Derfflinger, generale prussiano (n. 1606)
- 16 febbraio - Amalia di Nassau-Dietz, principessa tedesca (n. 1655)
- 20 febbraio - Johann Ambrosius Bach, musicista tedesco (n. 1645)

### Marzo
- 9 marzo - Everhard Jabach, banchiere, collezionista d'arte e mecenate olandese (n. 1618)
- 15 marzo - Rutger van Langervelt, architetto, matematico e pittore olandese (n. 1635)
- 25 marzo - Ludwika Karolina Radziwiłł, principessa polacca (n. 1667)
- 28 marzo - William Douglas, I duca di Queensberry, politico scozzese (n. 1637)
- 30 marzo - Anselm Franz von Ingelheim, arcivescovo cattolico tedesco (n. 1634)

### Aprile
- 3 aprile - Melchior d'Hondecoeter, pittore, incisore e disegnatore olandese (n. 1636)
- 5 aprile - George Savile, I marchese di Halifax, politico e scrittore inglese (n. 1633)
- 12 aprile - Jean-Baptiste Corneille, pittore, incisore e insegnante francese (n. 1649)
- 13 aprile - Jean de La Fontaine, scrittore e poeta francese (n. 1621)
- 15 aprile - Christoph Arnold, astronomo tedesco (n. 1650)
- 15 aprile - Claude Lancelot, religioso, grammatico e pedagogista francese
- 16 aprile - Pietro Delai, architetto italiano
- 17 aprile - Juana Inés de la Cruz, religiosa e poetessa messicana (n. 1648)
- 23 aprile - Henry Vaughan, poeta e scrittore gallese (n. 1621)
- 26 aprile - Giovanna Dorotea di Anhalt-Dessau, nobile (n. 1612)

### Maggio
- 7 maggio - Gaudenzio Roberti, teologo italiano (n. 1655)
- 29 maggio - Giuseppe Recco, pittore italiano (n. 1634)
- 29 maggio - Sürmeli Ali Pascià, militare ottomano (n. 1645)
- 30 maggio - Pierre Mignard, pittore francese (n. 1612)

### Giugno
- 1º giugno - Carlo Maria Carafa, nobile italiano (n. 1651)
- 9 giugno - Antonio Filippo Ciucci, chirurgo italiano (n. 1627)
- 11 giugno - André Félibien, architetto e storico francese (n. 1619)
- 17 giugno - Leonardo Di Capua, medico, scienziato e filosofo italiano (n. 1617)

### Luglio
- 8 luglio - Christiaan Huygens, matematico, astronomo e fisico olandese (n. 1629)
- 15 luglio - Eremya Çelebi Kömürciyan, poeta, tipografo e storico armeno (n. 1637)
- 23 luglio - Carlo di Brandeburgo-Schwedt, generale tedesco (n. 1673)

### Agosto
- 2 agosto - Mattia de Rossi, ingegnere e architetto italiano (n. 1637)
- 5 agosto - Miklós Antal Esterházy, vescovo cattolico ungherese (n. 1655)
- 6 agosto - François de Harlay de Champvallon, arcivescovo cattolico francese (n. 1625)
- 12 agosto - Paolo Minucci, letterato e poeta italiano (n. 1606)
- 13 agosto - Giuseppe Francesco Borri, alchimista, medico e avventuriero italiano (n. 1627)
- 16 agosto - Christopher Merret, medico e naturalista britannico (n. 1614)

### Settembre
- 7 settembre - Franz Adam von Brandis, storico e numismatico austriaco (n. 1639)
- 15 settembre - Giacomo de Angelis, cardinale e arcivescovo cattolico italiano (n. 1610)
- 25 settembre - Martín Ibáñez y Villanueva, arcivescovo cattolico spagnolo (n. 1620)

### Ottobre
- 6 ottobre - Gustavo Adolfo di Meclemburgo-Güstrow, duca (n. 1633)
- 9 ottobre - Giovanni Antonio De Rossi, architetto italiano (n. 1616)
- 20 ottobre - Henry Basnage, avvocato francese (n. 1615)
- 21 ottobre - Johann Arnold Nering, architetto tedesco (n. 1659)
- 24 ottobre - Bernardino Quadri, architetto e scultore svizzero (n. 1625)
- 24 ottobre - Carlo Emanuele d'Este, nobile (n. 1622)

### Novembre
- 13 novembre - Matteo Orlando, vescovo cattolico italiano (n. 1610)
- 16 novembre - Pierre Nicole, filosofo e teologo francese (n. 1625)
- 19 novembre - Marcos de Ostos, arcivescovo cattolico spagnolo (n. 1644)
- 20 novembre - Zumbi, rivoluzionario brasiliano (n. 1655)
- 20 novembre - Michele Pignatelli, vescovo cattolico italiano (n. 1627)
- 21 novembre - Henry Purcell, compositore inglese (n. 1659)
- 28 novembre - Giovanni Paolo Colonna, compositore e organista italiano (n. 1637)
- 30 novembre - Giacomo Cantelli, cartografo italiano (n. 1643)

### Dicembre
- 5 dicembre - Johann Georg Starcke, architetto tedesco
- 8 dicembre - Barthélemy d'Herbelot de Molainville, orientalista francese (n. 1625)
- 16 dicembre - Jean Baptiste Mathey, architetto e pittore francese (n. 1630)
- 17 dicembre - Conrad Zellweger, politico svizzero (n. 1631)
- 23 dicembre - Apollinare Agresta, teologo, filosofo e storico italiano (n. 1621)
- 25 dicembre - Gottlieb Amadeus Windischgrätz, diplomatico austriaco (n. 1630)
- 28 dicembre - Fabrizio Fontana, organista e compositore italiano (n. 1620)
- 30 dicembre - Samuel Morland, diplomatico, inventore e crittologo inglese (n. 1625)
- 31 dicembre - Carlo Ambrogio Affaitati, religioso italiano (n. 1625)
- 31 dicembre - Giuseppe Vittorio Alberti d'Enno, vescovo cattolico italiano (n. 1623)
- 31 dicembre - Sauveur Lecomte, pittore francese (n. 1659)

### Senza giorno specificato
- Jean Bernanos, pirata francese (n. 1648)
- Francesco Castelbarco, politico italiano (n. 1620)
- Jean-Gilles Delcour, pittore fiammingo (n. 1632)
- Jacob Dissius, tipografo e collezionista d'arte olandese
- Giovanna Maddalena Gonzaga, nobildonna italiana (n. 1635)
- Cornelis de Heem, pittore olandese (n. 1631)
- Thomas Holme, architetto e urbanista statunitense (n. 1624)
- Alessandro IV d'Imerezia, re
- Diego Íñiguez de Abarca, presbitero e politico spagnolo
- Sigismondo Marchesi, scrittore e storico italiano (n. 1625)
- Anselmo Micotti, storico italiano (n. 1630)
- Dorothy Osborne, scrittrice inglese (n. 1627)
- Giovan Battista Pacichelli, storico e abate italiano (n. 1641)
- Nicolas Perelle, incisore e pittore francese (n. 1631)
- Antonio Rolli, pittore italiano (n. 1643)
- Marc'Antonio Savelli, giurista italiano (n. 1624)
- Johan Sylvius, pittore svedese (n. 1620)
- Thomas Tew, pirata inglese (n. 1649)
- Louis Thomassin, religioso e teologo francese (n. 1619)
- Giovan Battista Verle, anatomista italiano (n. 1639)
- Giovan Domenico Vinaccia, architetto, ingegnere e scultore italiano (n. 1625)
- François Nicolas de Bar, pittore francese (n. 1632)

## Calendario
| Calendario 1695 | Calendario 1695 | Calendario 1695 | Calendario 1695 | Calendario 1695 | Calendario 1695 | Calendario 1695 | Calendario 1695 | Calendario 1695 | Calendario 1695 | Calendario 1695 | Calendario 1695 | Calendario 1695 | Calendario 1695 | Calendario 1695 | Calendario 1695 | Calendario 1695 | Calendario 1695 | Calendario 1695 | Calendario 1695 | Calendario 1695 | Calendario 1695 | Calendario 1695 | Calendario 1695 | Calendario 1695 | Calendario 1695 | Calendario 1695 | Calendario 1695 | Calendario 1695 | Calendario 1695 | Calendario 1695 | Calendario 1695 | Calendario 1695 |
| --------------- | --------------- | --------------- | --------------- | --------------- | --------------- | --------------- | --------------- | --------------- | --------------- | --------------- | --------------- | --------------- | --------------- | --------------- | --------------- | --------------- | --------------- | --------------- | --------------- | --------------- | --------------- | --------------- | --------------- | --------------- | --------------- | --------------- | --------------- | --------------- | --------------- | --------------- | --------------- | --------------- |
|                 | 1               | 2               | 3               | 4               | 5               | 6               | 7               | 8               | 9               | 10              | 11              | 12              | 13              | 14              | 15              | 16              | 17              | 18              | 19              | 20              | 21              | 22              | 23              | 24              | 25              | 26              | 27              | 28              | 29              | 30              | 31              |                 |
| Gennaio         | Sa              | Do              | Lu              | Ma              | Me              | Gi              | Ve              | Sa              | Do              | Lu              | Ma              | Me              | Gi              | Ve              | Sa              | Do              | Lu              | Ma              | Me              | Gi              | Ve              | Sa              | Do              | Lu              | Ma              | Me              | Gi              | Ve              | Sa              | Do              | Lu              |                 |
| Febbraio        | Ma              | Me              | Gi              | Ve              | Sa              | Do              | Lu              | Ma              | Me              | Gi              | Ve              | Sa              | Do              | Lu              | Ma              | Me              | Gi              | Ve              | Sa              | Do              | Lu              | Ma              | Me              | Gi              | Ve              | Sa              | Do              | Lu              |                 |                 |                 |                 |
| Marzo           | Ma              | Me              | Gi              | Ve              | Sa              | Do              | Lu              | Ma              | Me              | Gi              | Ve              | Sa              | Do              | Lu              | Ma              | Me              | Gi              | Ve              | Sa              | Do              | Lu              | Ma              | Me              | Gi              | Ve              | Sa              | Do              | Lu              | Ma              | Me              | Gi              |                 |
| Aprile          | Ve              | Sa              | Do              | Lu              | Ma              | Me              | Gi              | Ve              | Sa              | Do              | Lu              | Ma              | Me              | Gi              | Ve              | Sa              | Do              | Lu              | Ma              | Me              | Gi              | Ve              | Sa              | Do              | Lu              | Ma              | Me              | Gi              | Ve              | Sa              |                 |                 |
| Maggio          | Do              | Lu              | Ma              | Me              | Gi              | Ve              | Sa              | Do              | Lu              | Ma              | Me              | Gi              | Ve              | Sa              | Do              | Lu              | Ma              | Me              | Gi              | Ve              | Sa              | Do              | Lu              | Ma              | Me              | Gi              | Ve              | Sa              | Do              | Lu              | Ma              |                 |
| Giugno          | Me              | Gi              | Ve              | Sa              | Do              | Lu              | Ma              | Me              | Gi              | Ve              | Sa              | Do              | Lu              | Ma              | Me              | Gi              | Ve              | Sa              | Do              | Lu              | Ma              | Me              | Gi              | Ve              | Sa              | Do              | Lu              | Ma              | Me              | Gi              |                 |                 |
| Luglio          | Ve              | Sa              | Do              | Lu              | Ma              | Me              | Gi              | Ve              | Sa              | Do              | Lu              | Ma              | Me              | Gi              | Ve              | Sa              | Do              | Lu              | Ma              | Me              | Gi              | Ve              | Sa              | Do              | Lu              | Ma              | Me              | Gi              | Ve              | Sa              | Do              |                 |
| Agosto          | Lu              | Ma              | Me              | Gi              | Ve              | Sa              | Do              | Lu              | Ma              | Me              | Gi              | Ve              | Sa              | Do              | Lu              | Ma              | Me              | Gi              | Ve              | Sa              | Do              | Lu              | Ma              | Me              | Gi              | Ve              | Sa              | Do              | Lu              | Ma              | Me              |                 |
| Settembre       | Gi              | Ve              | Sa              | Do              | Lu              | Ma              | Me              | Gi              | Ve              | Sa              | Do              | Lu              | Ma              | Me              | Gi              | Ve              | Sa              | Do              | Lu              | Ma              | Me              | Gi              | Ve              | Sa              | Do              | Lu              | Ma              | Me              | Gi              | Ve              |                 |                 |
| Ottobre         | Sa              | Do              | Lu              | Ma              | Me              | Gi              | Ve              | Sa              | Do              | Lu              | Ma              | Me              | Gi              | Ve              | Sa              | Do              | Lu              | Ma              | Me              | Gi              | Ve              | Sa              | Do              | Lu              | Ma              | Me              | Gi              | Ve              | Sa              | Do              | Lu              |                 |
| Novembre        | Ma              | Me              | Gi              | Ve              | Sa              | Do              | Lu              | Ma              | Me              | Gi              | Ve              | Sa              | Do              | Lu              | Ma              | Me              | Gi              | Ve              | Sa              | Do              | Lu              | Ma              | Me              | Gi              | Ve              | Sa              | Do              | Lu              | Ma              | Me              |                 |                 |
| Dicembre        | Gi              | Ve              | Sa              | Do              | Lu              | Ma              | Me              | Gi              | Ve              | Sa              | Do              | Lu              | Ma              | Me              | Gi              | Ve              | Sa              | Do              | Lu              | Ma              | Me              | Gi              | Ve              | Sa              | Do              | Lu              | Ma              | Me              | Gi              | Ve              | Sa              |                 |